# یوپیک سیبری

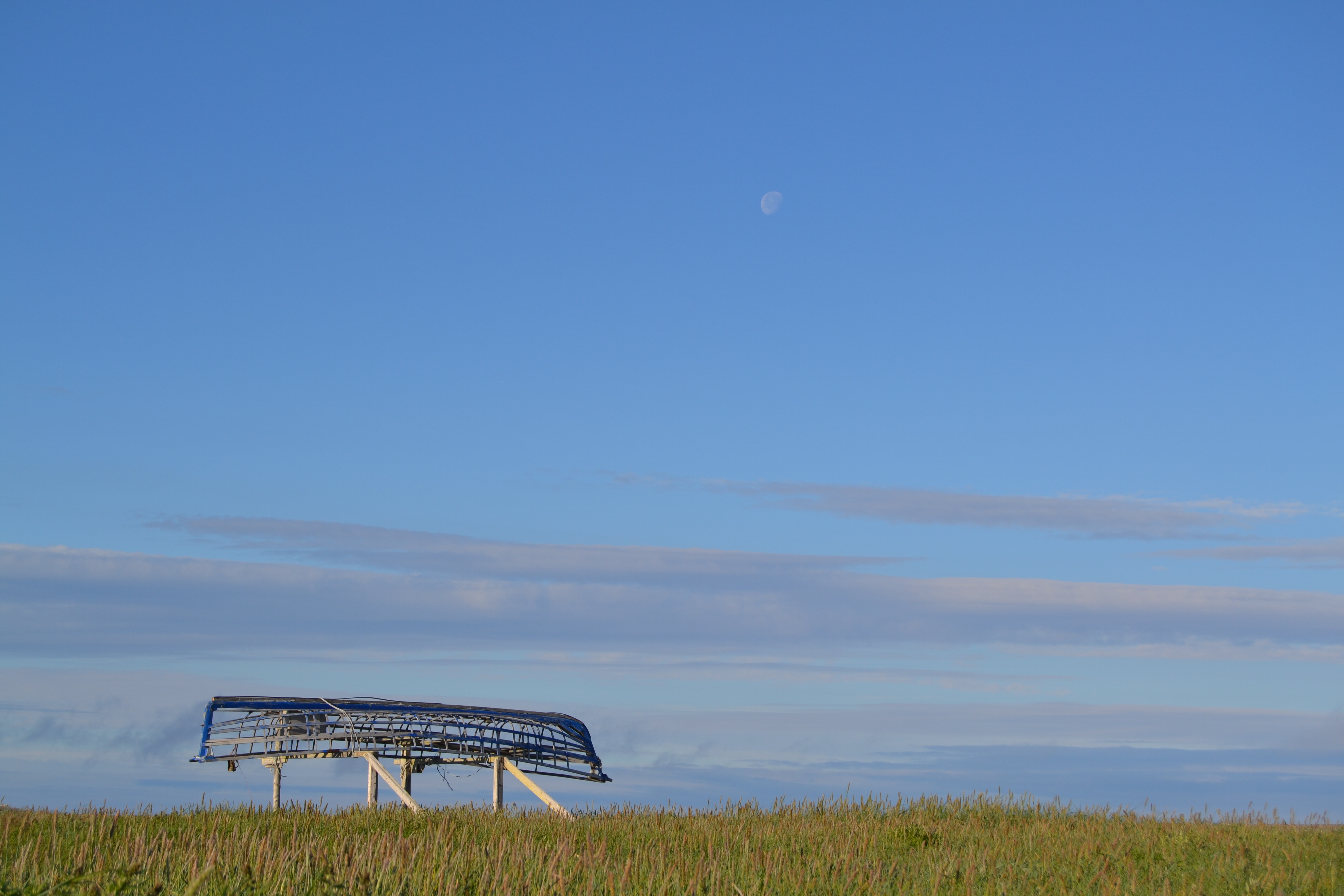
قاب قایق سنتی یوپیک در بالای ساحل غربی گمبل، آلاسکا

یوپیک‌های سیبری یا یوئیت‌ها Yuits (روسی: Юиты) قومی یوپیک هستند که در امتداد سواحل شبه‌جزیره چوکچی در شمال شرقی فدراسیون روسیه و در جزیره سنت لورنس در آلاسکا زندگی می‌کنند. آنها به یوپیک سیبری مرکزی (همچنین به عنوان یوئیت شناخته می‌شوند)، یک زبان یوپیک از خانواده زبان‌های اسکیمو-آلوت صحبت می‌کنند.

سکونتگاه‌های یوپیک آسیایی/سیبری (در روسیه و ایالات متحده آمریکا)